# Diocese de Saint John, New Brunswick
A Diocese de Saint John, New Brunswick (Dioecesis Sancti Ioannis Canadensis) é uma diocese localizada na cidade de Saint John na província de Novo Brunswick, pertencente a Arquidiocese de Moncton no Canadá. Foi fundada em 1842 pelo Papa Gregório XVI. Inicialmente foi fundada com o nome de Diocese de New Brunswick. Com uma população católica de 130.740 habitantes, sendo 40,0% da população total, possui 58 paróquias com dados de 2018.

## História
Em 30 de setembro de 1842 o Papa Gregório XVI cria a Diocese de New Brunswick a partir da Diocese de Charlottetown. Em 1843 a diocese tem seu nome alterado para Diocese de Fredericton. Em 1852 a Diocese de Fredericton deixa de ser parte da província eclesiástica de Québec passando a fazer parte de Halifax. Em 1853 a diocese tem seu nome novamente alterado, dessa vez para Diocese de Saint John em New Brunswick. Em 1860 a diocese perde território para a criação da então Diocese de Chatham. Em 1924 a diocese tem novamente seu nome alterado, dessa vez para Diocese de Saint John, New Brunswick. Em 1936 perde território para a criação da Arquidiocese de Moncton, no mesmo dia deixa de fazer parte da província eclesiástica de Halifax passando a fazer parte da então fundada Arquidiocese de Moncton.

## Lista de bispos
A seguir uma lista de bispos desde a criação da diocese em 1842.
|                                     | Nome                                | Período                             | Notas                               |
| Bispos de Saint John, New Brunswick | Bispos de Saint John, New Brunswick | Bispos de Saint John, New Brunswick | Bispos de Saint John, New Brunswick |
| ----------------------------------- | ----------------------------------- | ----------------------------------- | ----------------------------------- |
| 10º                                 | Christian Riesbeck, C.C.            | 2019 -                              |                                     |
| 9º                                  | Robert Harris                       | 2007 - 2019                         | Nomeado bispo emérito               |
| 8º                                  | Martin William Currie               | 2006 - 2007                         | Administrador apostólico            |
| 7º                                  | Joseph Faber MacDonald              | 1998 - 2006                         |                                     |
| 6º                                  | Joseph Edward Troy                  | 1986 - 1997                         |                                     |
| 5º                                  | Arthur Joseph Gilbert               | 1974 - 1986                         |                                     |
| 4º                                  | Joseph Neil MacNeil                 | 1969 - 1973                         | Nomeado arcebispo de Edmonton       |
| 3º                                  | Alfred Bertram Leverman             | 1953 - 1968                         |                                     |
| 2º                                  | Patrick Albert Bray, C.I.M.         | 1936 - 1953                         |                                     |
| 1º                                  | Edward Alfred Le Blanc              | 1924 - 1935                         |                                     |
| Bispos de Saint John                |                                     |                                     |                                     |
| 5º                                  | Edward Alfred Le Blanc              | 1912 - 1924                         | Nomeado bispo dessa diocese         |
| 4º                                  | Timothy Casey                       | 1901 - 1912                         | Nomeado arcebispo de Vancouver      |
| 3º                                  | John Sweeny                         | 1859 - 1901                         | Morreu no cargo                     |
| 2º                                  | Thomas Louis Connolly, O.F.M.Cap.   | 1852 - 1859                         | Nomeado arcebispo de Halifax        |
| 1º                                  | William Dollard                     | 1842 - 1851                         | Morreu no cargo                     |
| Bispos coadjutores                  |                                     |                                     |                                     |
| 2º                                  | Joseph Edward Troy                  | 1984 - 1986                         |                                     |
| 1º                                  | Timothy Casey                       | 1899 - 1901                         | Nomeado bispos de Saint John        |